# Eberhard Schaetzing
Eberhard Schaetzing (* 30. Oktober 1905 in Köln; † 13. Dezember 1989 in Starnberg) war ein deutscher Frauenarzt und Psychoanalytiker. Er veröffentlichte einige Werke unter dem Pseudonym „Psychopax“.

## Leben
Schaetzing begann an der Albert-Ludwigs-Universität Freiburg und der Universität Leipzig Medizin, Psychotherapie und Philosophie zu studieren. 1926 wurde er im Corps Lusatia Leipzig aktiv. Als Inaktiver wechselte er an die Universität Rostock und die Friedrich-Wilhelms-Universität zu Berlin. In Berlin bestand er 1931 das Staatsexamen. 1932 wurde er zum Dr. med. promoviert. Nachdem er zwei Jahre als Schiffsarzt bei der Hamburg-Amerikanischen Packetfahrt-Actien-Gesellschaft nach Südamerika, in die Vereinigten Staaten, in den Fernen Osten und nach Japan gekommen war, eröffnete er seine Privatpraxis in Berlin. Zu Beginn des Zweiten Weltkriegs rückte er als Assistenzarzt der Reserve zum Heer (Wehrmacht) ein. Er nahm am Überfall auf Polen und am Westfeldzug teil. 1940 wurde er zum Oberarzt d. Res. befördert. Wegen einer tuberkulösen Uveitis zeitweise erblindet, wurde er am 26. Februar 1942 aus der Wehrmacht entlassen.
Die von ihm geprägte Bezeichnung Ekklesiogene Neurose machte ihn unter seinem bürgerlichen Namen bekannt. Er schrieb psychologische Fachbücher, unter anderem über die (ärztliche) Anwendung von Hypnose. Unter seinem Pseudonym Psychopax veröffentlichte er humoristische Ansichten über die Psychologie des Menschen. Eingehend befasste er sich mit dem Psychiater und Euthanasievertreter Johannes Heinrich Schultz. Er war ein Gegner der Antibabypille. In dem Aufklärungsfilm Van de Velde: Das Leben zu zweit – Die Sexualität in der Ehe aus dem Jahr 1969 ist Schaetzing als kommentierender Experte zu sehen.

## Veröffentlichungen
- Die verstandene Frau. Ärztliche Seelenführung der Frau in Not. J. F. Lehmann, 1963.
- Johannes Heinrich Schultz. Der Mentor der deutschen Psychotherapie und Schöpfer des „Autogenen Training“, in: Forscher und Wissenschaftler im heutigen Europa. 2. Mediziner, Biologen, Anthropologen. Hrsg. Hans Schwerte und Wilhelm Spengler. Reihe: Gestalter unserer Zeit Bd. 4. Stalling, Oldenburg 1955, S. 118–126.
- Schon wieder ein Aufklärungsbuch? Eine Kritik der Gesellschaftslüge unserer Zeit. 1969
- Die Hypnosetechnik für Ärzte. J. F. Lehmann 1964.
- Die verrückte Gegenwart: eine ernstheitere Kritik der Gesellschaftslügen unserer Zeit in Prosa und zahmen Xenien. Verlag Müller & Steinicke, München 1985.
- Der verstandene Mensch. In Versen von Psychopax. Verlag Müller & Steinicke, 1985.